# خون‌آشام در بروکلین
خون‌آشام در بروکلین (انگلیسی: Vampire in Brooklyn) فیلمی به کارگردانی وس کریون و تهیه‌کنندگی ادی مورفی و مارک لیپسکی با بازی ادی مورفی و آنجلا باست محصول سال ۱۹۹۵ میلادی است.